# Vorarlberger Volkspartei
Die Vorarlberger Volkspartei (auch ÖVP Vorarlberg) ist die Landesorganisation der Österreichischen Volkspartei (ÖVP) im Bundesland Vorarlberg. Sie stellt seit 1945 den Landeshauptmann und weitere führende Landespolitiker Vorarlbergs. Die Partei hat ihren Sitz in der Bregenzer Römerstraße, gegenüber dem Vorarlberger Landhaus.
Seit der Landtagswahl 2024 verfügt die Vorarlberger Volkspartei über 15 Mandate im Vorarlberger Landtag und entsendet mit Christoph Thoma und Christine Schwarz-Fuchs zwei Mitglieder in den österreichischen Bundesrat. Aktuell regiert die ÖVP Vorarlberg seit 2024 gemeinsam mit den Vorarlberger Freiheitlichen in einer Schwarz-blauen Koalition in der Vorarlberger Landesregierung. Neben dem Landeshauptmann stellt sie dabei vier weitere Landesräte.

## Geschichte

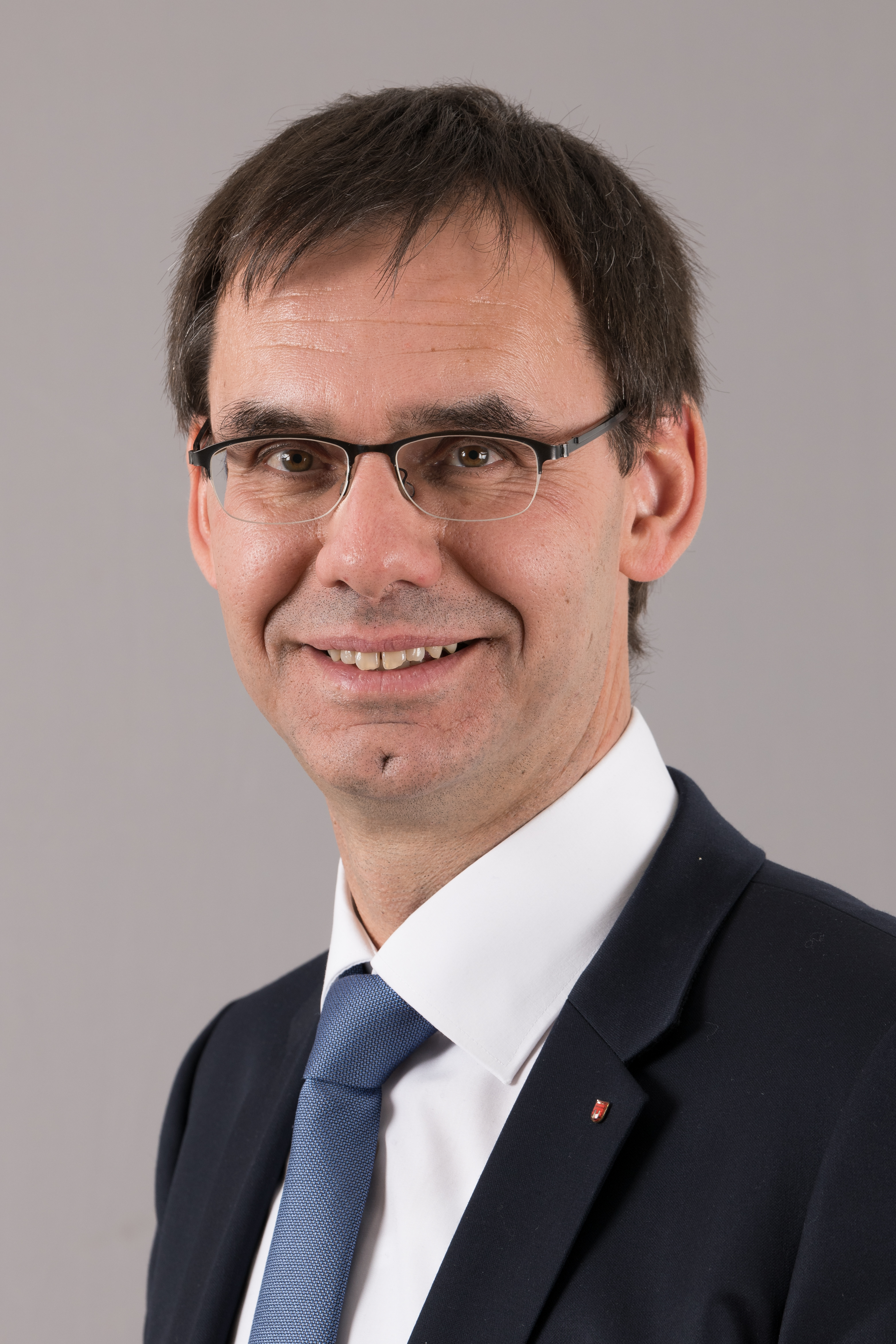
Markus Wallner, aktuell Parteiobmann der ÖVP Vorarlberg

Die ÖVP Vorarlberg begann Ende September 1945 ihre offizielle Parteiarbeit, wobei kein genaues Gründungsdatum überliefert ist. Allen drei zu dieser Zeit staatstragenden Parteien (neben der ÖVP auch die Kommunistische und die Sozialistische Partei) wurde am 9. Oktober 1945 von der französischen Militärregierung die Bewilligung zur Parteigründung erteilt. Provisorisch übernahm zunächst der Dornbirner Ulrich Ilg, der bereits vor dem Anschluss an das Deutsche Reich in der Christlichsozialen Partei tätig gewesen war, die Führung der Vorarlberger Volkspartei. Er wurde in weiterer Folge von den Franzosen als Präsident des Vorarlberger Landesausschusses eingesetzt und nach der ersten Landtagswahl in Vorarlberg 1945, bei der die ÖVP Vorarlberg 70,2 % der Stimmen erreichen konnte, als Landeshauptmann und Landtagspräsident angelobt.

### Parteiobmänner seit 1945
- Ulrich Ilg (1945–1964)
- Herbert Keßler (1964–1986)
- Herbert Sausgruber (1986–2011)
- Markus Wallner (seit 2011)

## Teilorganisationen
Die Vorarlberger Volkspartei ist ebenso wie die Bundes-ÖVP in Teilorganisationen, die sogenannten „Bünde“, unterteilt. Eine Mitgliedschaft in einer der Teilorganisationen der ÖVP Vorarlberg bringt in der Regel auch gleichzeitig eine Mitgliedschaft in der Landes- und darüber hinaus in der Bundespartei mit sich. Es existieren von allen sechs ÖVP-Bünden jeweils Landesorganisationen in Vorarlberg:
ÖAAB Vorarlberg
Der Arbeitnehmerinnen- und Arbeitnehmerbund (AAB) ist der älteste der Vorarlberger ÖVP-Bünde. Er wurde bereits im Jahr 1945 gegründet. Obmann des AAB Vorarlberg ist aktuell Bürgermeister Harald Witwer.
Bauernbund Vorarlberg
Der Bauernbund ist die Vertretung der Landwirte innerhalb der ÖVP. Der Bauernbund Vorarlberg wurde im Jahr 1946 gegründet und wird aktuell vom Präsidenten der Österreichischen Landwirtschaftskammern, Josef Moosbrugger, als Obmann geleitet.
Frauenbewegung Vorarlberg
Die Frauenbewegung Vorarlberg vertritt seit dem Jahr 1947 die Interessen der Frauen gegenüber der ÖVP-Landespartei. Ursprünglich wurde sie als eigenständiger Verein geführt und erst nachträglich in die Statuten der Landespartei als Teilorganisation aufgenommen. Obfrau der Frauenbewegung Vorarlberg ist Landesrätin Martina Rüscher.
Wirtschaftsbund Vorarlberg
Der Wirtschaftsbund wurde in Vorarlberg als Interessensvertretung der Unternehmer im Jahr 1946 gegründet. Interimistischer Obmann des Wirtschaftsbunds Vorarlberg ist Alt-Landesstatthalter Karlheinz Rüdisser.
Seniorenbund Vorarlberg
Der Seniorenbund ist einer der mitgliederstärksten Bünde der ÖVP Vorarlberg und stellt die Vertretung der Senioren innerhalb der Vorarlberger Volkspartei dar. Sein Obmann ist der ehemalige Landtagsabgeordnete Werner Huber.
JVP Vorarlberg
Die Junge Volkspartei Vorarlberg wurde 1964 als eigenständiger Verein gegründet und erst 1967 als Teilorganisation ins Parteistatut der ÖVP Vorarlberg aufgenommen. Sie vertritt die Jugendlichen und jungen Erwachsenen bis zu deren Übertritt in einen der anderen ÖVP-Bünde. Aktueller Obmann der JVP Vorarlberg ist Julian Bitsche.